# Risovac (Jablanica)
Pour les articles homonymes, voir Risovac.
Risovac (en cyrillique : Рисовац) est un village de Bosnie-Herzégovine. Il est situé dans la municipalité de Jablanica, dans le canton d'Herzégovine-Neretva et dans la fédération de Bosnie-et-Herzégovine. Selon les premiers résultats du recensement bosnien de 2013, il compte 70 habitants.

## Histoire
Sur le territoire du village se trouvent deux nécropoles inscrites sur la liste des monuments nationaux de Bosnie-Herzégovine : celle de Risovac, qui abrite 41 stećci, un type particulier de tombes médiévales, et celle de Ponor, qui compte 21 stećci.

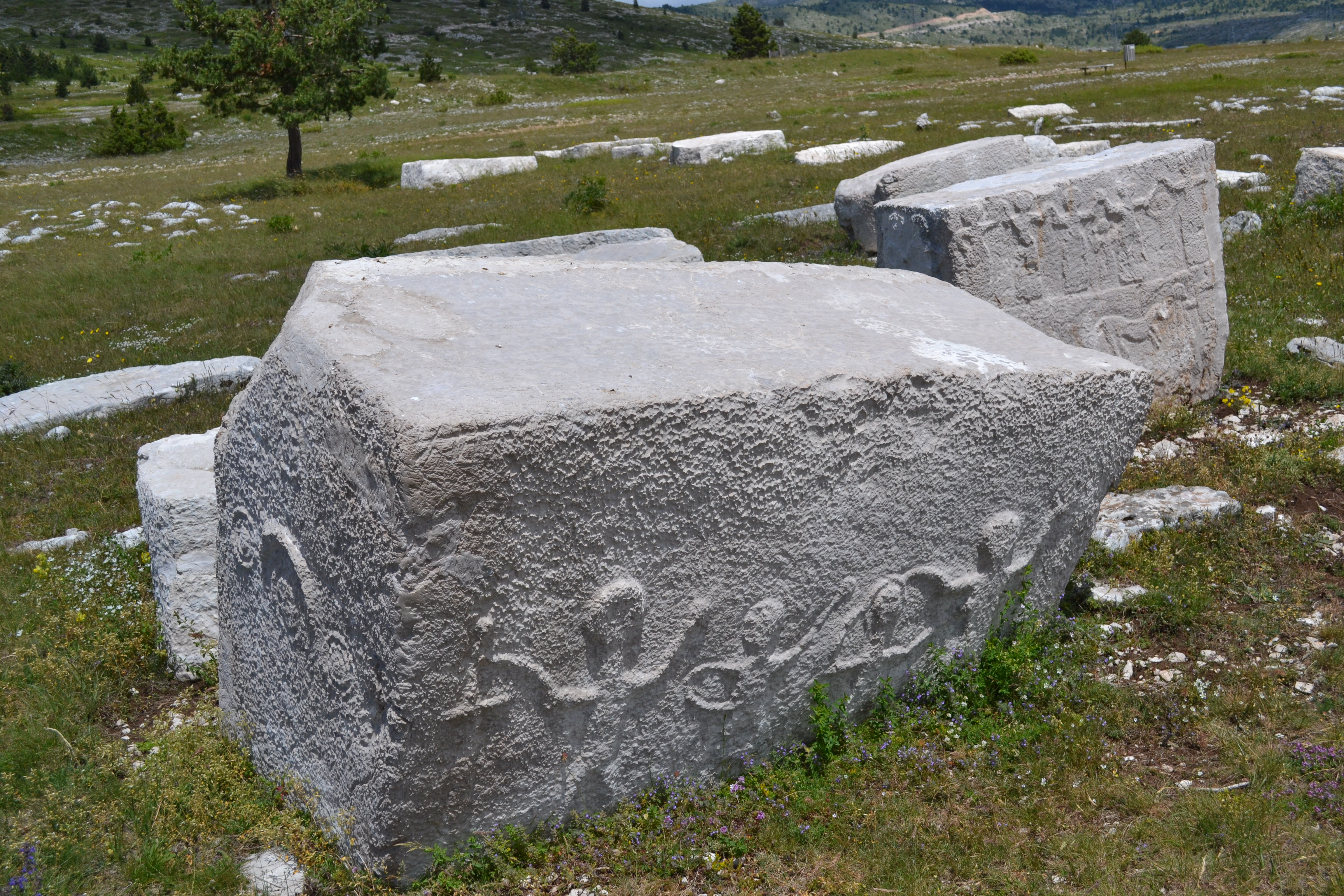
Stećci dans la nécropole de Risovac

## Démographie

### Évolution historique de la population
| 1948 | 1953 | 1961 | 1971 | 1981 | 1991 | 2013 |
| ---- | ---- | ---- | ---- | ---- | ---- | ---- |
| -    | -    | 247  | 205  | 127  | 61   | 70   |

|  |